# Adriaen van Eyck

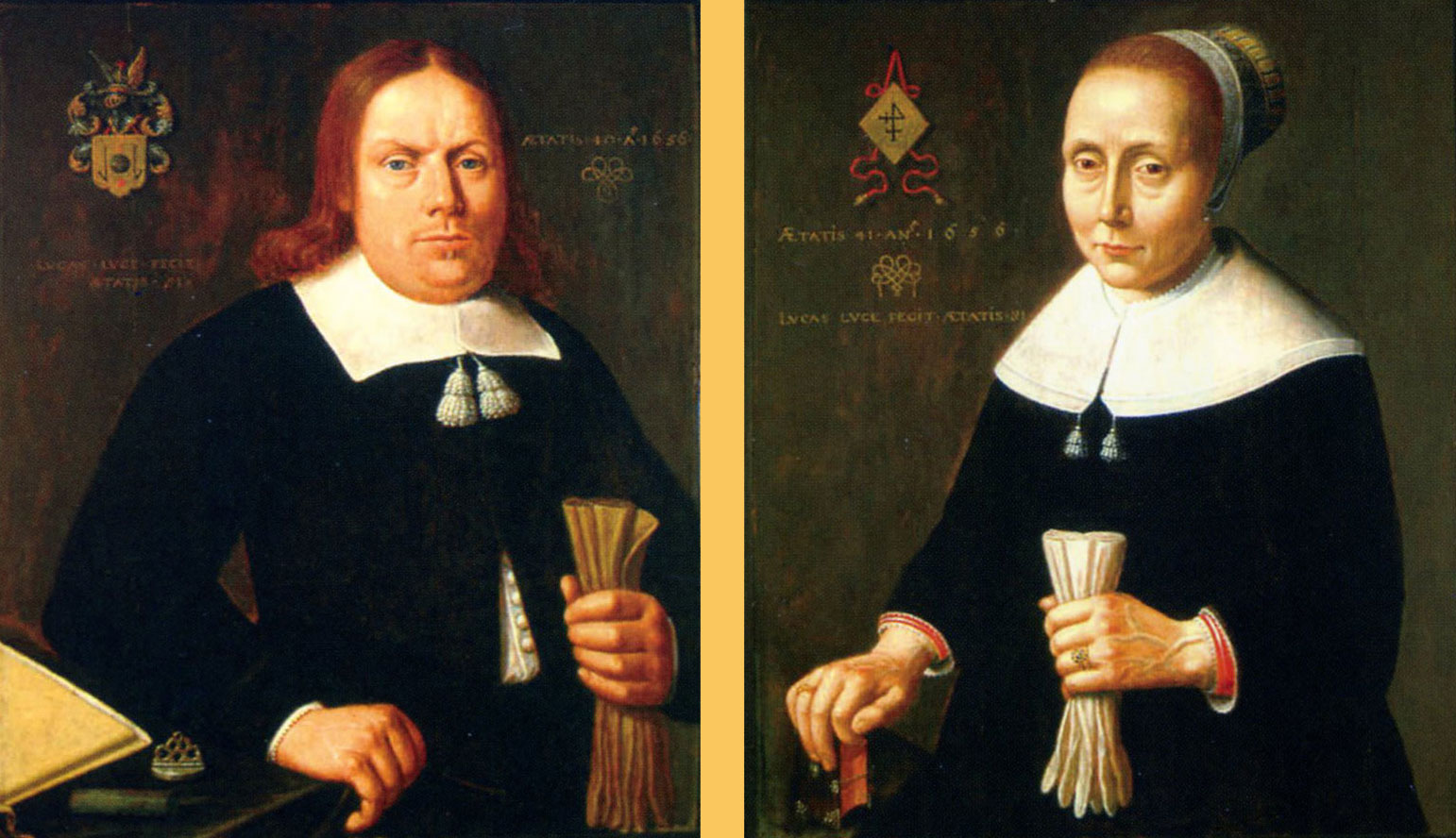
Portretten van Adriaen Huybertsz. van Eyck (1616-1693), schout van Reeuwijk en zijn echtgenote Grietje Vincentsdr Backer (1621-1697)

Adriaen Huybertsz. van Eyck (1616 - Middelburg (onder Reeuwijk), 4 december 1693) was een Nederlandse schout.
Van Eyck was een zoon van de schout van het zuideinde van Waddinxveen en van Reeuwijk Huybert Jansz. van Eyck en Geertge Cornelisdr. Vrouchryck, gezegd van Heyningen. Na het overlijden van zijn vader in 1640 volgde Van Eyck hem op als schout van Reeuwijk. Hij behoorde in deze plaats ook tot de landeigenaren.
Van Eyck trouwde met Grietje Vincentsdr. Backer. Zij werden begraven in het koor van de oude kerk van Waddinxveen. Hun grafzerken zijn later overgebracht naar de kerk van het bij Reeuwijk behorende dorp Middelburg. De wapens zijn tijdens de Franse tijd uitgekapt. Hun zoon Vincent Adraensz. Van Eyck  werd baljuw, schout en secretaris van Sint-Huybertsgerecht en Noord-Waddinxveen en omstreeks 1684 ook schout van Reeuwijk, Middelburg en Suijtwijk. Hun kleinzoon Huijbert van Eijck was in de eerste helft van de 18e eeuw een invloedrijk burgemeester van Gouda.